# Фоменко, Александр Владимирович (депутат)
Александр Владимирович Фоменко (род. 30 августа 1961, Москва) — российский политический деятель, депутат Государственной думы четвёртого созыва

## Биография
В 1984 году окончил филологический факультет Московского государственного университета имени М.В.Ломоносова.

### Депутат госдумы
2003—2007 — депутат Государственной Думы Федерального Собрания Российской Федерации четвёртого созыва. Депутат Государственной Думы от избирательного блока «Родина». Член Комитета Государственной Думы по культуре.
Член депутации Государственной Думы в Постоянной делегации Федерального Собрания Российской Федерации в Парламентской ассамблее Совета Европы. Заместитель координатора депутатской группы по связям с парламентом Итальянской Республики.